# Gouverneur de l'Illinois
Le gouverneur de l'Illinois (en anglais ; Governor of Illinois)  est le chef de la branche exécutive de l'État américain de l'Illinois et de plusieurs agences et départements de sa juridiction tel que prescrit par la Constitution de l'État. Il a la charge de faire appliquer les lois votées par l'Assemblée générale de l'Illinois (Illinois General Assembly, le parlement de l'État).
Depuis le 14 janvier 2019, J. B. Pritzker occupe le poste de gouverneur.

## Conditions d'éligibilité
Il est élu pour un mandat de 4 ans au suffrage universel. L'Illinois est un des 14 États qui n'impose pas de limite du nombre de mandats de gouverneur. Son mandat débute le second lundi de janvier suivant l'élection. Pour pouvoir être élu, il faut être :
- âgé de plus de 25 ans,
- être citoyen américain,
- résider en Illinois depuis plus de 3 ans.

## Résidence et bureau

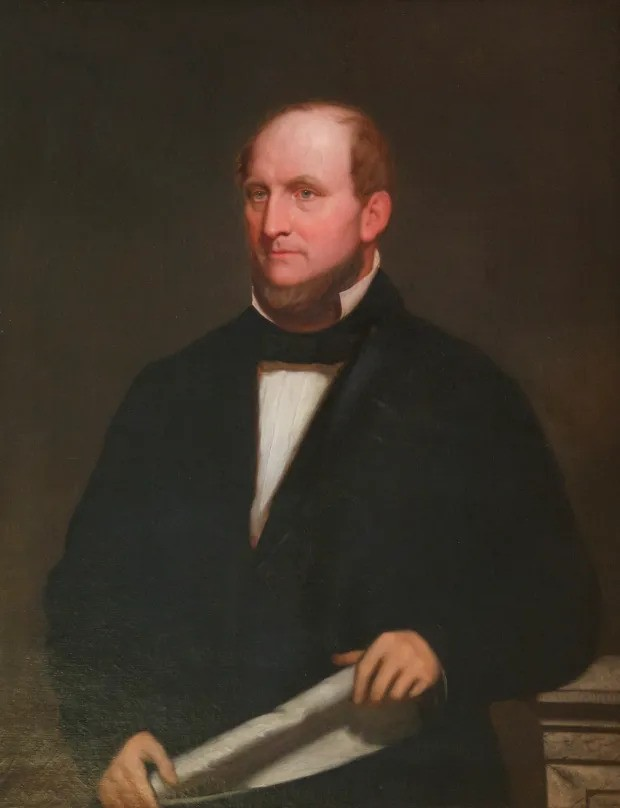
Portrait du gouverneur Joel Aldrich Matteson.

Le gouverneur réside dans l’Illinois Executive Mansion au 410 East Jackson à Springfield. Son premier occupant fut le gouverneur Joel Aldrich Matteson. Il s'y installa en 1855. Cette résidence est l'une des trois plus anciennes résidences où les gouverneurs ont habité sans interruption aux États-Unis.
Le gouverneur se voit aussi accorder l'usage d'une résidence officielle devant le lieu d'organisation de la foire de l'État, à Springfield.  Les gouverneurs ont traditionnellement utilisé cette résidence une partie de l'année.
Cependant, certains gouverneurs, tel que Rod Blagojevich, ont choisi de ne pas utiliser la maison des gouverneurs comme résidence principale, préférant se rendre en voiture ou par avion de leur ville à Springfield. Beaucoup de gouverneurs basés à Chicago ont aussi accompli la majeure partie de leur fonction en dehors du bureau du gouverneur, au James R. Thompson Center à Chicago, un bâtiment officiel détenu par l'État et nommé en l'honneur de James R. Thompson, qui a servi durant les années 1980.

## Corruption
Six gouverneurs de l'Illinois ont été accusés de délits, soit alors qu'ils étaient en fonction soit après la fin de leur mandat. Le premier, Lennington Small, a été acquitté. Otto Kerner, Daniel Walker, et George Ryan sont allés en prison. William Stratton fut acquitté des accusations concernant d'éventuelles évasions fiscales. Le gouverneur Rod Blagojevich a été accusé par le Procureur des États-Unis Patrick Fitzgerald de plusieurs délits, dont mail fraud et wire fraud tel qu'inscrit dans le Code des États-Unis, et d'avoir tenté de vendre le siège vacant de Barack Obama au Sénat des États-Unis à des fins d'enrichissement. La destitution a été voté le 9 janvier 2009 par la Chambre des Représentants de l'Illinois, et il a été relevé de ses fonctions le 29 janvier 2009,.
Blagojevich a été le premier individu dont la procédure de destitution a abouti.

## Sources

## Compléments